# 龔勝
龔勝（前68年—11年），字君賓，西漢楚國（今江蘇省徐州市）人，他年少好學，明曉經書，與同鄉龔舍並稱「楚二龔」。初任郡吏，舉孝廉為重泉縣縣令，漢哀帝年間，受徵召擔任諫大夫，推薦龔舍、甯壽、侯嘉等人，又調遷丞相司直、光祿大夫。任官期間屢次上書抨擊朝廷奢侈、刑罰嚴酷、賦斂苛重，導致盜賊蜂起，主張力行簡約。後因與博士夏侯常發生爭執，遭貶官秩一級，龔勝於是稱病請求辭官，歸老鄉里。王莽篡漢後，於始建國三年派遣使者召其擔任太子師友祭酒，龔勝拒不受命，絕食而死，終年七十九歲。

## 生平

### 兩龔揚名
龔勝與龔舍皆是楚國人，兩人交情匪淺，又都有名聲和氣節，所以世人並稱他們為「楚兩龔」，二人年輕時皆讀書好學，通曉經術，龔勝後來擔任郡吏，龔舍則沒有做官。
龔勝做郡吏時，三次被推舉為孝廉，但因他是諸侯國出身的人，所以無法在朝中任職，只能補缺做地方官吏，他兩次出任县尉，一次出任县丞，總是到任後便辭職，州裡薦舉他為秀才，擔任重泉縣县令，又因病離職。後來大司空何武，執金吾閻崇推薦龔勝，而汉哀帝在當定陶王時早已聽聞龔勝的大名，便徵召他為諫大夫。在召見他時，龔勝又推薦龔舍以及亢父縣的甯壽、濟陰郡的侯嘉，漢哀帝下令全部徵召，龔勝說：「臣私下看到朝廷徵召巫醫時經常為他們準備車馬，徵召賢人也應該準備車馬。」漢哀帝問：「您是乘私車來的嗎？」龔勝回答道：「是是。」漢哀帝於是下令由官府準備車馬。龔舍、侯嘉來到京城，都做了諫大夫，甯壽則稱病沒有前來。

### 供職朝中
龔勝身為諫官，多次上書求見，談到百姓貧窮，盜賊眾多，官吏不良，風俗浮薄，災害與異象多次出現，不可不擔憂，制度過於奢侈，刑罰過於殘酷，賦稅過於沉重，應該以節儉的作風做臣下的表率，他的言論遵循王吉、贡禹的主張。擔任諫大夫兩年多後，升任丞相司直，改任光祿大夫，代行右扶風之職，過了幾個月，漢哀帝了解到龔勝不是善於處理繁忙事務的官吏，便恢復其光祿大夫的職位，並加官諸吏、給事中。後來龔勝因談論董贤破壞制度，因此違逆了漢哀帝的心意。
一年多後，丞相王嘉上書推薦前廷尉梁相等人，被尚書彈劾其「議論政事毫無顧忌，迷惑朝廷，欺騙皇帝，犯下不道之罪。」漢哀帝將此事交給將軍和中朝官們討論，左將軍公孙禄、司隶校尉鮑宣、光祿大夫孔光等十四人都認為王嘉所犯符合迷惑朝廷、不道之罪，唯有龔勝獨自寫下意見說：「王嘉本性邪僻，所推薦的多是貪婪殘暴的官吏，他身居三公之列，陰陽不和，各種政務荒廢，過錯皆是由他引起的，迷惑朝廷之罪沒有問題。但他今天推薦梁相等人，屬於小過錯。」討論到天晚，會議暫時停止，第二天清早繼續會集，左將軍公孫祿問龔勝：「您的意見沒有什麼根據，現在奏章要呈上去了，應該聽從誰的意見呀？」龔勝說：「將軍認為我的意見不對，就一起彈劾吧！」博士夏侯常看到龔勝對公孫祿的回答話不投機，便起身走到龔勝面前說：「應該照尚書奏章的意見。」龔勝用手推開夏侯常說：「走開！」。
幾天後，又會同討論是否可以恢復孝惠帝與孝景帝的廟，討論的人都說應該恢復，龔勝說：「應當按照禮制。」夏侯常又對夏侯勝說：「禮制是有變化的。」龔勝言詞激烈地說：「走開！這是時人的想法在改變！」夏侯常極為氣憤，對龔勝說：「我看您像什麼人呢？您想與大家的意見略有差異，在外頭沽名釣譽，您是申徒狄一類的人！」。
此前夏侯常曾對龔勝說，高陵縣有兒子殺死母親的事，龔勝將此事彙報，尚書問：「聽誰說的？」龔勝回答道：「聽夏侯常說的。」尚書於是讓龔勝詢問夏侯常。當時夏侯常已與龔勝多次爭吵，就回答說：「道聽塗說的，我告誡你不要講，你不經核實就向上彙報，任意胡為自取其過。」龔勝無路可走，沒法回答尚書，只好彈劾自己與夏侯常爭吵，污辱了朝廷。事情交由御史中丞處理，御史中丞把兩人召來質問，然後上奏章彈劾說：「龔勝是二千石級的官吏，夏侯常為大夫級的官吏，都榮幸地加官給事中，參與討論朝政，他們卻不尊重禮儀，在公庭中互相非難，激烈爭吵，傲慢失禮，不成體統，皆犯了不敬之罪。」漢哀帝下令說：「每人各貶官秩一級。」龔勝謝罪，請求辭官回鄉，漢哀帝於是又大加賞賜任命他的兒子龔博為侍郎，派龔勝出京做勃海郡太守，龔勝推辭有病，沒去上任，其滿六個月，免職回家。

### 榮退歸鄉
其後漢哀帝又徵召龔勝當光祿大夫，龔勝一直稱病臥床，多次讓兒子上書位他請求辭官，恰好遇上漢哀帝駕崩。
當初，琅邪郡的邴漢也因品行純潔被徵召做官，一直做到京兆尹，後來任太中大夫。王莽掌權後，龔勝和邴漢都請求辭官回鄉。早在汉昭帝時，涿郡人韓福因德行高尚被徵召到京師，賜給策書與一束帛送回家鄉，皇帝下詔說：「朕不忍心用官職政務來勞累您，請您盡力講求孝悌之行以教化鄉里，沿途住在傳舍中，所經各縣依次提供酒肉飲食，並為隨從人員和馬匹提供食物，當地長官要按時慰問，每年八月案常例賜給一頭羊、兩斛酒。如果不幸死亡，賜給複衾一床，並用中牢祭祀。」此時王莽便按照韓福的先例，稟告遣送龔勝和邴漢，賜策書說：「元始二年六月庚寅日，光祿大夫與太中大夫兩位老人因為年邁多病免官，太皇太后王政君派遣謁者僕射下詔命：據說古代官員年紀到了便辭官回鄉，謙恭禮讓且不耗盡精力，現在兩位大夫已經到了年紀，我不忍心用官職政務來煩勞兩位大夫，請呈報一名兒子或孫子，或者兄弟、兄弟之子，兩位大夫請修養品德，遵守道義，安享晚年。所賜的帛、沿途的住宿，每年按時給予的羊酒衣裘，都按韓福的先例。」於是龔勝、邴漢皆告老還鄉。龔勝回到家鄉後，郡的二千石級長官初到任，都會前往其家中拜訪，按照弟子拜見老師的禮節。

### 絕食而死

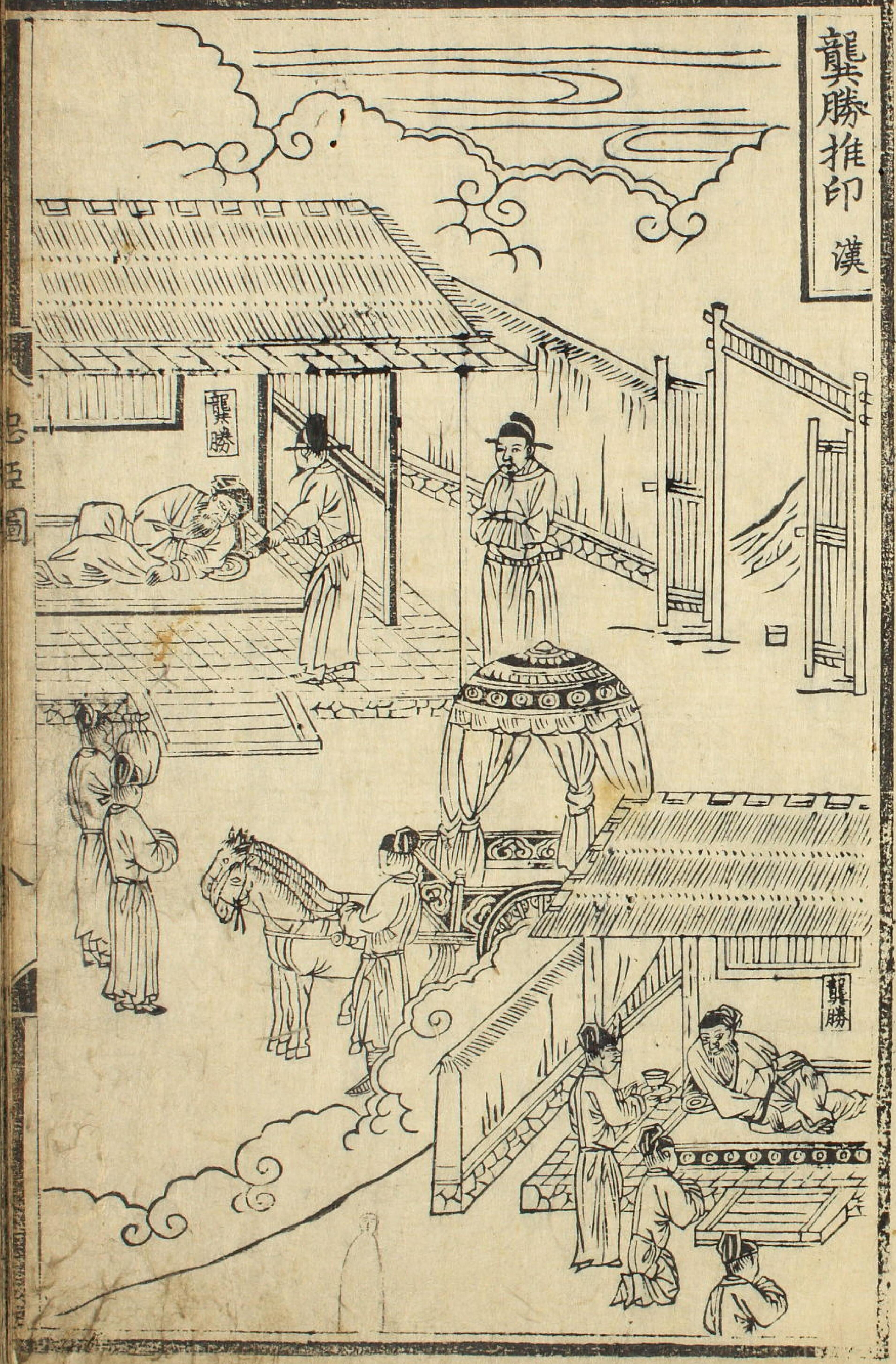
龔勝推印

王莽篡奪汉朝政權，建立新朝後，派遣五威將帥巡視天下風俗，將帥親自帶著羊酒慰問龔勝，第二年，王莽派使者前往龔勝家中任命他做講學祭酒，龔勝稱病不接受徵召。又過了二年，王莽再次派遣使者帶著璽書和太子師友祭酒的印綬，以及四匹馬駕的安車，前往龔勝家中任以官職，品級是上卿，並預先賜予六個月的俸祿來置辦行裝，使者與郡太守、縣的長官和三老、躬行仁義的書生等一千多人，進入龔勝所居住的里傳達詔命，使者想叫龔勝起身迎接，在門外站了很長一段時間，龔勝稱自己病重，把床放在房中門西邊的南窗下，頭朝東，蓋上朝服，將紳帶放在朝服上。使者進門，向西邊走，朝南站立，傳達詔命，交付璽書，後退，拜了兩拜，捧上印綬，叫四匹馬駕的安車進來，走上前對龔勝說：「聖朝從未忘記您，禮樂制度仍未制定好，等著您去處理政務，想聽聽您的意見，看應該採取什麼措施來使全國安定。」龔勝回答道：「我一向愚蠢，加上年老多病，快要死了，跟隨使者大人上路，一定會死在路上，沒有一點好處。」使者用要挾的口氣勸說，甚至直接把印綬放在龔勝身上，龔勝始終推辭不肯接受，使者於是立即上奏說：「現在正值盛夏酷暑，龔勝得病，氣息微弱，可以待到秋天涼爽後再出發。」詔令表示同意。
使者每五日便與太守前往龔勝家探問一次，對龔勝的兩個兒子和門生高暉等人說：「朝廷虛心地準備封土賜爵，等待龔君到來，即使病重，也應該移動到傳舍，表示有出發的意思，如此一定會給子孫留下大的基業。」高暉等把使者的話轉告龔勝，龔勝自知使者不會聽從自己，便對高暉等人說：「我承蒙漢朝的厚恩，沒有什麼能夠報答的，現在老了，即將入土，按道義，怎能一身侍奉兩姓君主，到了地下還有什麼臉面對過去的君主呢？」龔勝隨後吩咐他們準備棺木和喪事事宜說：「衣服能裹住身體，棺木能容下衣服，就可以了，不要按照世俗的辦法種柏樹、修祠堂來擾動我的墳墓。」說完，便不再開口飲食，過了十四天後去世，死時七十九歲。使者與太守親臨操辦喪事，賜給複衾，依照禮節祭祀，門生按照喪服治喪的數以百計。有個老翁前來弔喪，哭得很悲哀，哭畢說道：「唉！香草因為有香氣而燒掉自己，油脂因為能照明而銷毀自己。龔先生竟然夭折了他的天年，算不上是我的同類。」說罷便快步走出離去，沒有人知道他是誰。龔勝居住於彭城縣的廉里，後代在他居住的里門前刻了石碑來表彰他。

## 延伸閱讀
[在维基数据编辑]
 《漢書·卷072》，出自班固《漢書》